# Вольные хлебопашцы
Во́льные хлебопа́шцы (или Свободные хлебопашцы) — категория крестьянства в Российской империи.

## История
Вольными хлебопашцами в официальных документах именовались бывшие частновладельческие крестьяне, освобождённые от крепостной зависимости на основании указа от 20 февраля 1803 года.
Согласно положениям этого указа помещики получили право освобождать крестьян как поодиночке, так и селениями, с обязательным наделением их землёй. Крестьяне должны были за свою волю уплатить огромный выкуп или обязывались исполнять повинности. При невыполнении обязательств крестьяне возвращались помещику.
На положении основной массы крестьянства указ практически никак не отразился. За время царствования Александра I была заключена 161 сделка и освобождено 47 153 человека мужского пола, или менее 0,5 % всего крестьянского населения. В разряд «вольных хлебопашцев» входили также дворовые люди и крестьяне, отпущенные лично на свободу, если они приобретали земельные наделы.